# سيرخيو بيريز بيريز
سيرخيو بيريز بيريز (بالإسبانية: Sergio Pérez-Pérez)‏ مواليد 23 يوليو 1984، هو لاعب كرة مضرب إسباني يلعب باليد اليمنى. أعلى تصنيف له في الفردي كان المركز الـ 614 في سنة 2008. أعلى تصنيف له في الزوجي كان المركز الـ 357 في سنة 2008.

## النهائيات

### الزوجي: 1 (1–0)
| الحصيلة | الرقم | التاريخ      | الدورة        | الأرضية | الشريك                   | المنافس في النهائي        | النتيجة  |
| الفوز   | 1.    | 4 يوليو 2010 | اراد، رومانيا | ترابية  | دانيال مونيوز دي لا نافا | فرانكو شكاجور إيفان زوفكو | 6–4, 6–1 |

## روابط خارجية
- سيرخيو بيريز بيريز على موقع رابطة محترفي التنس (الإنجليزية)
- سيرخيو بيريز بيريز على موقع الاتحاد الدولي لكرة المضرب (الإنجليزية)
- سيرخيو بيريز بيريز على موقع خلاصة التنس.كوم (الإنجليزية)